# 特雷莫雷勒
特雷莫雷勒（法語：Trémorel，法語發音：[tʁemɔʁɛl]）是法国阿摩尔滨海省的一个市镇，位于该省东南部，属于圣布里厄区。

## 地理
特雷莫雷勒（48°11'57"N, 2°17'20"W）面积33.76 平方千米，位于法国布列塔尼大區阿摩尔滨海省，该省份为法国西北部沿海省份，位于布列塔尼半岛北部，北濒大西洋英吉利海峡，西接菲尼斯泰尔省，南至莫尔比昂省，东临伊勒-维莱讷省。
与特雷莫雷勒接壤的市镇（或旧市镇、城区）包括：伊利福、朗勒拉、默河畔洛斯库埃特、普吕莫加特、梅尔德里尼亚克。

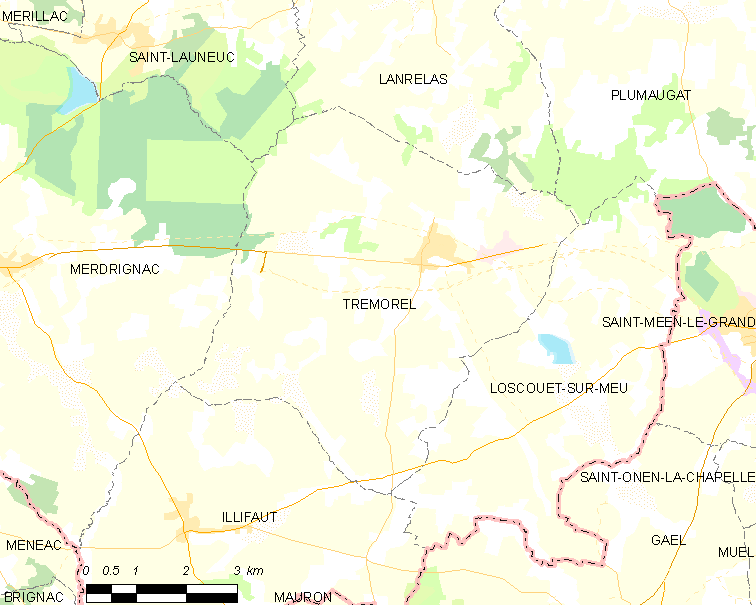
特雷莫雷勒的OSM定位图

特雷莫雷勒的时区为UTC+01:00、UTC+02:00（夏令时）。

## 行政
特雷莫雷勒的邮政编码为22230，INSEE市镇编码为22371。

## 政治
特雷莫雷勒所属的省级选区为布龙县。

## 人口

1962-2008年间特雷莫雷勒人口变化图示

特雷莫雷勒于2022年1月1日时的人口数量为1154人。